# 小西克哉
小西克哉（日语：小西 克哉，1954年4月29日—），日本電視節目同步口譯員、評論員。

## 播報及主持節目經歷
朝日電視台
- 《CNN DayWatch》（日语：CNNデイウォッチ）
- 《Weekend Line 地球電視週刊》（日语：ウィークエンドライブ 週刊地球TV）
- 《NEWS Frontier》（日语：ニュースフロンティア）
- 《SUNDAY PROJECT》（日语：サンデープロジェクト；1989年—1990年）
- 《CNN DayBreak》（日语：CNNデイブレイク）

BS日本
- 《好消息改變世界》（日语：よい国のニュース；2010年—2012年）

日本BS放送
- 《INside OUT 真正報導》（日语：本格報道 INsideOUT）

RKB廣播電臺
- 《中西一清 Stamina Raido》（日语：中西一清スタミナラジオ）

TBS廣播電臺
- 《Stream》（日语：ストリーム）

## 外部連結
- 小西克哉profile （页面存档备份，存于）